# Antidisturbios: Unità Antisommossa
Antidisturbios: Unità Antisommossa (Antidisturbios) è una miniserie televisiva spagnola ideata da Isabel Peña e Rodrigo Sorogoyen. È stata distribuita sulla piattaforma streaming Movistar+ il 16 ottobre 2020. La miniserie è composta da 6 puntate.
La serie segue le vicende di sei agenti della polizia antisommossa alle prese con l'accusa di omicidio colposo.
Il 30 luglio 2020, la serie è stata presentata in anteprima al Festival di San Sebastian.

## Trama
Sei agenti della polizia antisommossa eseguono un complicato sgombero nel centro di Madrid, a Lavapiés, che si conclude con la morte di un immigrato africano. Una squadra degli Affari Interni cerca di indagare su quanto accaduto nella tragedia. Di fronte all'accusa di omicidio colposo, i sei agenti cercano una via d'uscita da soli, che finisce per separarli e complicare ulteriormente la loro situazione. Laia, un agente degli Affari Interni, diventa ossessionata dal caso e finisce per scoprire che, dietro questo sfratto mal riuscito, c'è un affare di corruzione.

## Puntate

### Osorio
Un gruppo di sei agenti antisommossa di Madrid si è recato sul luogo per eseguire uno sfratto, ma hanno trovato una situazione inaspettata: all'interno della casa li attendevano circa 30 persone, che non erano disposte a collaborare con gli agenti per poter eseguire pacificamente lo sfratto. Osorio, il leader del gruppo, chiede supporto al centro comando, ma ottiene risposta negativa. Chiede quindi un rinvio della procedura, anch'esso negatogli. Gli agenti iniziano quindi lo sgombero in condizioni problematiche. L'operazione si complica quando, in seguito ad un momento di confusione, un immigrato senegalese cade dal balcone morendo.

### López
Dopo l'incidente, gli Affari Interni iniziano ad indagare su quanto accaduto. Effettuano vari interrogatori sia ai residenti del condominio in cui è avvenuto l'incidente, sia agli agenti di polizia che hanno partecipato all'operazione, In aggiunta vengono effettuate anche delle intercettazioni telefoniche. Grazie a queste intercettazioni gli Affari Interni ascoltano i discorsi dei sei agenti, non riuscendo a trovare prove della loro colpevolezza. Così il capo della polizia ha tenuto una conferenza stampa in cui ha affermato che gli agenti avevano effettuato correttamente il loro lavoro. La chiusura delle indagini provoca un'ondata di manifestazioni da parte degli immigrati senegalesi, indignati dalle dichiarazioni del capo della polizia. Proprio in quel momento compare un video, che Osorio in preda al panico aveva cancellato, registrato da una donna al momento dell'incidente, che provoca un ribaltamento e la riapertura del caso.

### Revilla
Dopo la comparsa del video, gli agenti vengono accusati dalla procura di omicidio colposo e distruzione di prove. Laia Urquijo, investigatrice degli Affari Interni, inizia a sospettare che ci sia qualcosa di nascosto dietro il rifiuto del giudice di sospendere lo sfratto. Per questo motivo, inizia un'indagine, senza il consenso del suo capo, Moreno. Contemporaneamente, la polizia antisommossa contatta un avvocato, Revilla, che propone un piano di difesa che prevede la diffamazione del senegalese deceduto. Gli agenti accettano di assumerlo, tranne Diego, che non si fida. Laia Urquijo contatta Diego López per continuare la sua indagine non ufficiale sulle cause dello sfratto. Lui dapprima si rifiuta di collaborare, ma poi con riluttanza accetta.

### Úbeda
Con la collaborazione di Diego López, Laia Urquijo scopre che esiste un collegamento tra i diversi sgomberi ordinati dallo stesso giudice; quei luoghi sarebbero diventati degli alloggi turistici. Quando Laia informa Diana, il capo di Moreno, della sua indagine, le dice che deve indagare sul legame tra la polizia antisommossa e Revilla, ma non sul collegamento tra gli sgomberi e gli alloggi turistici. Diana è coinvolta nell'affare insieme al capo della polizia, Cardois, con cui ha una relazione extraconiugale. Moreno sta indagando su di loro e Laia è stata sul punto di rovinargli l'indagine dopo che aveva parlato con Diana.

### Parra
Laia inizia a collaborare con l'indagine condotta da Moreno insieme a una giudice riguardante Diana e Cardois. Le indagini portano a Rosales, lo zio dell'agente Parra del reparto antisommossa, che è stato responsabile di raccomandare l'assunzione di Revilla. Al fine di proseguire su questa pista, la giudice e Moreno convocano Parra, il quale rifiuta di collaborare per fedeltà verso lo zio Rosales, il quale gli ha concesso un importante prestito per l'acquisto di un appartamento. Durante un'operazione durante una partita del Real Madrid, Úbeda viene gravemente ferito da alcuni ultras francesi. La fidanzata di Parra gli annuncia di essere incinta.

## Produzione

### Genesi
La serie è stata creata da Isabel Peña e Rodrigo Sorogoyen, che insieme si sono occupati della sceneggiatura. L'idea è nata da una vecchia idea per Javier Alfaro, un personaggio del film Che Dio ci perdoni diretto da Sorogoyen, che in origine doveva essere un agente antisommossa prima di diventare un ispettore di polizia nella versione finale del film. Secondo è sempre stato affascinato dalla figura dell'agente antisommossa in Spagna e ha creato la serie per rispondere alle sue numerose domande su questa professione.